# Claspettomyia dentata
Claspettomyia dentata är en tvåvingeart som beskrevs av Kashyap 1988. Claspettomyia dentata ingår i släktet Claspettomyia och familjen gallmyggor. Inga underarter finns listade i Catalogue of Life.